# Долги наши
«Долги наши» — советский художественный фильм 1977 года режиссёра Бориса Яшина, снятый на киностудии «Мосфильм».

## Сюжет
Иван Крутов сначала жил в своей деревне, потом ушёл в армию и служил в морском флоте. В деревне у него осталась мать и любимая девушка Катерина. После службы он стал работать рыбаком на крупных рыболовецких судах — траулерах, побывал в разных странах.
Крутов решил вернуться в свою деревню. Мать умерла три года назад, любимая девушка вышла замуж за другого и воспитывает его[чью?] дочь. Иван понимает, что в этой жизни он никого не сделал счастливее. Он решил измениться и начать новую жизнь.[уточнить]

## В ролях
- Леонид Марков — Иван Васильевич Крутов
- Лидия Федосеева-Шукшина — Катерина, «соломенная» вдова Крутова
- Людмила Зайцева — Тоня, кассирша в ресторане
- Наталья Андрейченко — Верка, дочь Ивана и Катерины
- Николай Пеньков — Егор Храпунов, муж Катерины
- Сергей Никоненко — Василий, жених Верки
- Раиса Рязанова — Степанида Крутова, мать Ивана
- Фёдор Одиноков — Григорий, опытный моряк
- Валентин Грачёв — Виктор Владимирович, капитан траулера
- Евгений Иванычев — старпом траулера